# 펀치 아웃!! (2009년 비디오 게임)
《펀치 아웃!!》(Punch-Out!!)은 넥스트 게임 게임스가 개발하고 닌텐도가 배급한 2009년 권투 스포츠 게임이다. 《펀치 아웃!!》 시리즈의 다섯 번째 본편으로 Wii 플랫폼으로 제작돼 북미 지역에서 2009년 5월 최초로 발매됐다.
플레이어는 주인공 리틀 맥을 조종하며 권투시합에서 상대에게 승리를 거두고 챔피언이 되는 것이 목표이다. 패밀리 컴퓨터 게임 《펀치 아웃!! (1987)》에 게임플레이가 기반해, 리틀 맥이 공격과 회피를 할 수 있는 것 이외에 특정 시간에 맞춰 공격시 스타를 얻어 이를 필살기로 사용할 수 있다. 기존 시리즈에 3D 그래픽을 결합했으며 위모트 이외에 Wii 밸런스 보드를 대체 컨트롤러로 지원한다.
출시 당시 《펀치 아웃!!》은 현대에 맞게 개선된 게임플레이, 그래픽, 조작 등으로 호평을 받았으나 고정관념이 짙은 캐릭터 디자인이 비판을 받았다. 전세계 판매량은 127만 장으로 상업적 성공을 거뒀다. 2009년 10월에 클럽 닌텐도 회원 전용 Wii웨어 외전 《닥 루이스의 펀치 아웃!!》이 발매됐다.

## 반응
《펀치 아웃!!》은 리뷰 애그리게이터 웹사이트 메타크리틱과 게임랭킹스에서 각각 86/100점, 87.29%를 기록해 대체적으로 긍정적인 반응을 기록했다.

## 참조

### 주해
1. ↑  엔비디아가 엔비디아 실드판 개발.